# Andreas Willscher
Andreas Willscher (* 4. November 1955 in Hamburg) ist ein deutscher Kirchenmusiker und Komponist.

## Leben
Willscher studierte an der Hochschule für Musik und Theater Hamburg bei Günter Friedrichs und Ernst-Ulrich von Kameke. Seit 2000 ist er Kirchenmusiker von St. Joseph in Hamburg-Wandsbek. Konzertreisen führten ihn nach Frankreich und in die Tschechische Republik.
2011 wurde er als ordentliches Mitglied der Klasse der Künste und Kunstwissenschaften in die Sudetendeutsche Akademie der Wissenschaften und Künste berufen. Andreas Willscher ist ein Nachfahr von Gustav Willscher.

## Preise und Auszeichnungen
- 1982 beim Kompositionswettbewerb Neue Musik für Akkordeon der ABC Edition
- 1985 beim Oldenburger Kompositionswettbewerb Big Band und Symphonieorchester
- 1985 beim Kompositionswettbewerb der DHV Bielefeld
- 1997 beim Kompositionswettbewerb des Evangelischen Stadtkirchenverbandes Köln
- 1995: Sudetendeutscher Kulturpreis für Musik
- 2012: Ansgar-Medaille des Erzbistums Hamburg
- 2016: Johann-Wenzel-Stamitz-Preis der Künstlergilde Esslingen[2]

## Werke (Auswahl)
- Zwölf Orgelstücke (Orgelwerke Band 1) (Dr. J. Butz, BU 2104)
- Drei heitere Orgelzyklen (Orgelwerke Band 2) (Dr. J. Butz, BU 2553)
- 15 Kompositionen für Orgel manualiter (Orgelwerke Band 3) (Dr. J. Butz, BU 2573)
- Acht Kompositionen (Orgelwerke Band 4) (Dr. J. Butz, BU 2613)
- Tanzsuite (Orgelwerke Band 5) (Dr. J. Butz, BU 2658)
- Zehn Portraits biblischer Frauen (Orgelwerke Band 6) (Dr. J. Butz, BU 2721)
- 4. Orgelsymphonie "Die Marianische" (Orgelwerke Band 7) (Dr. J. Butz, BU 2792)
- 3. Orgelsymphonie „Biblische Tänze“ Orgelwerke Band 8) (Dr. J. Butz 2830)
- Der kleine Prinz. 15 Orgelstücke (Text: Klaus Lutterbüse) (Orgelwerke Band 9) (Dr. J. Butz, BU 2926)
- 15 Momenti Francescani (Orgelwerke Band 10) (Dr. J. Butz, BU 2952)
- Acht Kompositionen für Orgel manualiter (Orgelwerke Band 11) (Dr. J. Butz, BU 2955)
- Vier Orgelzyklen (Orgelwerke Band 12) (Dr. J. Butz, BU 3010)
- Orgelsymphobie "Der Ball ist rund" (Orgelwerke Band 13) (Dr. J. Butz, BU 3055)
- My Bach (Orgelwerke Band 14) (Dr. J. Butz, BU 3106)
- Insektarium. Zwölf Orgelstücke (Dr. J. Butz, BU 1908)
- Aquarium. Neun Orgelstücke (Dr. J. Butz, BU 2158)
- Vogelarium. Acht Orgelstücke (Dr. J. Butz, BU 2408)
- Terrarium. Acht Orgelstücke (Dr. J. Butz, BU 2716)
- Dschungelarium. Acht Charakterstücke (Dr. J. Butz, BU 2872)
- My Beethoven. Rag für Orgel (Dr. J. Butz, BU 2150)
- Weihnachtsalbum. Sieben neue Choralbearbeitungen (Dr. J. Butz 2252)
- Der Kreuzweg. Vierzehn Orgelmeditationen. (Dr. J. Butz, BU 2320)
- Drei Stücke für Soloinstrument und Orgel (Dr. J. Butz BU 2406)
- Sechs Stücke für Gitarre und Orgel (Dr. J. Butz 2706)
- Concertino für Orgel und Schlagwerk (Dr. J. Butz, BU 2839)
- Divertimento für Trompete und Orgel (Dr. J. Butz, BU 2894)
- Toccata alla Rumba
- Oratorium Ans Licht, über die Lübecker Märtyrer
- Oratorium Ansgar – Apostel des Nordens
- Oratorium Radegunde – Prinzessin, Königin und Dienerin der Armen.
- Ferdinand Pfohl – ein Böhme in Hamburg. Editio Bärenreiter, Prag 2001, ISBN 80-86385-07-8.